# Apple LiveType
LiveType est un logiciel développé par Apple utilisé pour créer une séquence de texte animée pour les projets vidéos.

## Historique
LiveType provient d'un logiciel nommé India Titler Pro, par Prismo Graphics. La compagnie et le logiciel ont été achetés par Apple en juin 2002.

Le logiciel est apparu avec Final Cut Pro 4 en avril 2003. Il a été mis à jour en version 1.2 durant l'année suivante et cette version a alors été introduite dans Final Cut Express HD en 2005. 

La version 2 de LiveType a ensuite été distribuée avec la version 5 de Final Cut Pro et a été ajoutée à la version 3.5 de Final Cut Express en mai 2006.

Ce logiciel n'est pas disponible seul, il n'est livré qu'avec Final Cut Express ou Final Cut Studio.

## Fonctionnalités
LiveType 2 inclut près de 11 Go de contenu (polices, textures, objets, thèmes et effets). C'est un logiciel à base des polices vectorielles LiveFonts

## Source
- (en) Cet article est partiellement ou en totalité issu de l’article de Wikipédia en anglais intitulé « LiveType » (voir la liste des auteurs).